# Dấu chân điện tử
Dấu chân điện tử hay dấu vết mạng (tiếng Anh: digital footprint) là một thuật ngữ marketing chỉ dấu vết dữ liệu mà người tiêu dùng đã tạo ra trong quá trình sử dụng Internet, nói cách khác là tất cả những gì họ làm trực tuyến.
Dấu chân điện tử được hình thành bởi sự phát triển tất yếu của công nghệ khi mà dữ liệu luôn được số hóa. Việc mỗi cú click chuột và tìm kiếm của người tiêu dùng đều được lưu lại đã mở ra một hướng đi mới cho hoạt động nghiên cứu thị trường.
Dấu chân điện tử có thể bao gồm:

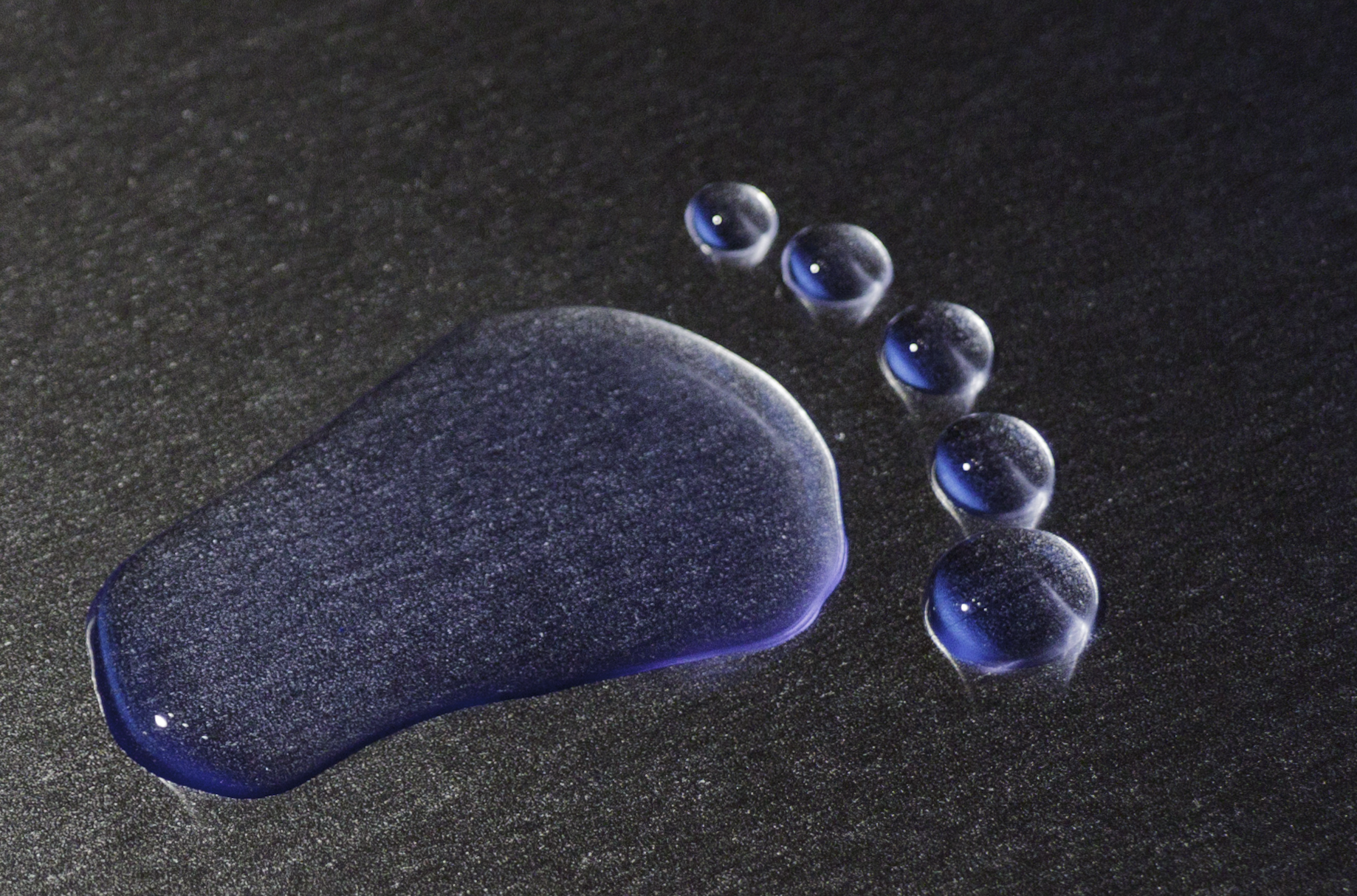

- Bài đăng, việc tương tác như thích, chia sẻ hay bình luận đến các bài viết trên mạng xã hội;
- Các bài báo, video được bạn bình luận;
- Đăng nhập vào một trang web bất kỳ, các trang web sẽ nhanh chóng thu thập thông tin bằng cách cài đặt cookie trên thiết bị của bạn;
- Các email mà bạn gửi đi;
- Lịch sử tìm kiếm trên Internet, lịch sử mua hàng trực tuyến,...[1][2]

## Phân loại
Tùy thuộc vào tình huống, dấu chân điện tử được chia thành hai loại:

### Dấu chân điện tử chủ động
Dấu chân điện tử chủ động (tiếng Anh: active digital footprint) là dữ liệu mà bạn chủ động gửi trực tuyến. Nó được tạo ra khi dữ liệu cá nhân của người dùng được phát hành một cách chủ động bởi họ nhằm mục đích chia sẻ thông tin thông qua các trang web và mạng xã hội. Ví dụ:
- Gửi email đến người khác, bạn đang chủ động muốn người nhận đọc được thông tin mà mình muốn gửi.
- Đồng ý cài đặt cookie trên thiết bị của bạn khi được trình duyệt nhắc nhở.
- Các bài đăng trên mạng xã hội như là Facebook, Instagram, Twitter, Zalo, ...[3]

### Dấu chân điện tử bị động
Dấu chân điện tử bị động (tiếng Anh: passive digital footprint) được tạo ra khi dữ liệu của người dùng bị thu thập âm thầm mà họ không hề hay biết. Các thông tin có thể bị các công ty công nghệ thu thập như dữ liệu duyệt web, địa chỉ IP, thông tin mua hàng, nhằm mục đích quảng cáo hay xây dựng hồ sơ khách hàng và các mục đích khác. Ví dụ:
- Khi bạn truy cập vào một trang web nào đó, máy chủ sẽ thu thập thông tin cá nhân của bạn, biết được lịch sử tìm kiếm đồng thời sẽ truy ra địa chỉ IP trên thiết bị mà bạn đang sử dụng. Nếu để ý sẽ thấy sau khi truy cập vào những trang web này, sử dụng mạng xã hội hay các ứng dụng nào đó sẽ hiện lên các quảng cáo về nội dung tìm kiếm trước đó. Cụ thể, bạn lên app du lịch để xem thông tin chuyến bay hay đặt vé, khoảng 1 ngày sau trên mạng xã hội bạn sẽ lướt thấy nhiều về thông tin chuyến bay hay các quảng cáo của app này trên ứng dụng khác ví dụ như app từ điển tiếng Anh.
- Hay các nhà quảng cáo sử dụng lượt thích, chia sẻ và bình luận của bạn để lập hồ sơ cho bạn và để phục vụ quảng cáo dựa trên nhu cầu và mong muốn.[1]

## Cách khách hàng để lại dấu chân điện tử
Đây là một vài cách mà người tiêu dùng để lại dấu chân điện tử của khách hàng:
- Các trang web và kênh mua sắm trực tuyến. Những trang web này thiết lập các hệ thống cookie lưu trữ tất cả các dữ liệu mà người tiêu dùng đã thực hiện trên hệ thống trực tuyến, theo dõi từng nhất cử nhất động của người tiêu dùng và cho phép các quảng cáo nhắm đối tượng tiếp cận họ.
- Mạng xã hội. Các hoạt động tương tác của người dùng mạng xã hội (thích, bình luận, chia sẻ, đăng ảnh,...) đều được ghi lại. Đồng thời các trang mạng xã hội cũng thường xuyên cập nhật và giới thiệu các chính sách, thiết lập cài đặt nhằm tăng cường theo dõi dữ liệu của người dùng khi mà người tiêu dùng thường click vào "đồng ý" mà không quan tâm nội dung của chính sách.
- Điện thoại di động, máy tính bảng, máy tính xách tay. Các trang web thường cho phép người tiêu dùng truy cập bằng nhiều thiết bị. Mặc dù điều này thường được xem là một cách để bảo mật thông tin tài khoản của họ, nhưng bên cạnh đây cũng là một cách thu thập dữ liệu về các thói quen của người tiêu dùng.[4]

## Tầm quan trọng
Dấu chân điện tử của mỗi người là một bức tranh chân dung thể hiện họ trên nền tảng Internet. Bức chân dung này mô tả rõ mỗi người và có thể được tìm thấy và sử dụng bởi các bên thứ 3 như người tuyển dụng, trường đại học hay các văn phòng thực thi pháp luật,...
Dấu chân điện tử có thể tích cực hay tiêu cực tùy vào cách một người sử dụng Internet. Các hành động như chia sẻ dữ liệu cá nhân, sử dụng dịch vụ trực tuyến hay đăng bài viết lên mạng xã hội đều được lưu lại trên hệ thống sẽ tạo thành bức tranh chân dung để người khác đánh giá và nhận thức chủ nhân của tập hợp dấu chân diện tử đó.

### Tác động lên cá nhân

#### Học sinh, sinh viên
Đối với sinh viên và học sinh, có dấu chân điện tử tích cực là một việc quan trọng, bởi vì những người tuyển dụng hoặc tuyển sinh trong tương lai có thể kiểm tra về thông tin của họ trên Internet và ra quyết định dựa trên kết quả họ nhận được thông qua việc tìm kiếm. Những thông tin tích cực có thể mang lại lợi ích trong khi những gì tiêu cực sẽ gây ra ấn tượng xấu với người tìm kiếm và dẫn đến những tình huống không mong muốn từ phía học sinh, sinh viên.

#### Trẻ em
Tác động của dấu chân điện tử lên trẻ nhỏ không khác nhiều so với học sinh, sinh viên. Tuy nhiên, việc kiểm soát dấu chân điện tử từ sớm để tạo ra những thông tin tích cực là một điều có thể và điều này cần sự giáo dục từ những bậc phụ huynh của trẻ. Để bảo vệ thông tin của trẻ, phải có những bài học về cách thông tin hoạt động trên Internet và sự thật về quyền riêng tư trên mạng.

#### Nói chung
Dấu chân điện tử thường được dùng để thu thập thông tin về một người về mọi khía cạnh như nhân khẩu học, tôn giáo, quan điểm chính trị hoặc thậm chí sở thích cá nhân. Họ lần ra những thông tin này qua các cookies được cho phép sử dụng bởi người dùng mỗi khi truy cập một trang web hay dịch vụ mạng xã hội.

Dấu chân điện tử của bạn có thể được sử dụng bởi các doanh nghiệp khi họ cho bạn xem các quảng cáo nhắm đối tượng phù hợp dựa trên những phân tích về sở thích và lịch sử tìm kiếm của bạn trên Internet. Theo Mehmood Hanif - nhà sáng lập của The Signature Post:
"Quá trình kiểm tra thông tin trên mạng của một người là rất phổ biến với nhà tuyển dụng hiện nay. Trong tình huống xấu nhất, một cá nhân có thể mất cơ hội công việc nếu nhà tuyển dụng thấy một thứ gì đó không phù hợp về ứng cử viên."

### Tác động lên doanh nghiệp
Các doanh nghiệp có thể sử dụng dữ liệu dấu chân điện tử để hình dung ra chân dung khách hàng họ nhắm tới để tạo ra những quảng cáo phù hợp nhất với mục tiêu marketing của doanh nghiệp. Họ sẽ có được những tệp thông tin cơ bản về tuổi, giới tính, nghề nghiệp, nơi sinh sống, và các thông tin cao cấp hơn về mong muốn, ao ước và thái độ đối với sản phẩm. Chân dung khách hàng càng rõ thì khả năng mà doanh nghiệp tạo ra những nội dung phù hợp đến khách hàng vào những giai đoạn tiếp cận khách hàng sẽ càng chính xác hơn đồng thời hoàn thiện trải nghiệm người dùng, trải nghiệm khách hàng tốt nhất.

## Ứng dụng
Dấu chân điện tử giúp các công ty phân khúc thị trường tốt hơn nhờ nguồn thông tin dữ liệu lớn từ khách hàng, việc phân tích và lựa chọn những phân khúc thị trường phù hợp ngày nay hoàn toàn trở nên dễ dàng đáng tin cậy và thực thi hiệu quả hơn.
Các chân dung khách hàng ngày càng rõ ràng, thông qua việc theo dõi các bước chân của họ, các doanh nghiệp sẽ biết được khách hàng quan tâm đến vấn đề gì, thường mua sắm ở đâu, thích mua sắm như thế nào, thái độ đối với dịch vụ hay sản phẩm như thế nào, từ đó các nhà marketing sẽ thấu hiểu về khách hàng hơn, giúp thiết kế sản phẩm hay dịch vụ quảng cáo đến với khách hàng được cá nhân hóa nhiều hơn, thu hút khách hàng hơn. Ví dụ, các công ty có thể dễ dàng cung cấp các ưu đãi dựa trên sở thích và nhu cầu khách hàng, dẫn đến gia tăng lòng yêu thích và trung thành thương hiệu, đôi khi còn tiết kiệm các chi phí.
Nhờ dấu chân điện tử, giúp các chiến dịch marketing hoạt động hiệu quả hơn, xây dựng được các kế hoạch, chiến lược quảng cáo đúng nội dung, đúng thời điểm, đúng kênh và đúng đối tượng mục tiêu. Ví dụ, bằng cách theo dõi bước chân điện tử khách hàng, công ty nhận ra trong vòng hai tháng nữa, một số khách hàng sẽ có nhu cầu túi xách mới, công ty sẽ thực hiện các cách tiếp cận phù hợp nhất thông qua thói quen mua sắm trực tuyến của họ, tránh lãng phí nguồn nhân lực, thời gian và thúc đẩy hiệu quả bán hàng.
Các dấu chân điện tử giúp các công ty dự đoán được tình hình thị trường trong tương lai, sự thay đổi trong nhu cầu, các biến động thị trường như cung - cầu ra sao, tỷ lệ cạnh tranh để có sự ứng biến và chuẩn bị các kế hoạch đối phó phù hợp.
Mặt khác, dấu chân điện tử còn giúp các công ty dễ dàng phát hiện các vấn đề gian lận, các tiểu xảo lách luật từ khách hàng. Ví dụ, các công ty tín dụng có thể phát hiện gian lận dễ dàng hơn bằng cách theo dõi thói quen chi tiêu của người tiêu dùng.
Còn đối với người dùng, họ có thể tận dụng dấu chân khách hàng để xây dựng nên một hồ sơ cá nhân trực tuyến với các bài viết và thông tin tích cực được đăng trên mạng, từ đó sẽ giúp ích nhiều cho các nhà tuyển dụng tìm kiếm các họ dễ dàng hơn, giúp tăng tỷ lệ có việc làm.  Nếu các nhà quản lý tuyển dụng bị ấn tượng bởi nội dung họ tìm thấy, như bình luận kích thích tư duy hoặc liên kết đến các bài báo trong ngành, họ có thể có khả năng tiếp cận với các cá nhân đó để phỏng vấn.

## Thách thức
Dấu chân điện tử không phải thứ đại diện cho người dùng trên mạng Internet. Tuy nhiên, những nội dung và dữ liệu thu thập gây ảnh hưởng đến quyền riêng tư, sự tin cậy và độ bảo mật đối với công dân. Trong bối cảnh mà thế giới đang quen dần với kỹ thuật số, và mọi người đều có quyền truy cập Internet, thì quyền sở hữu và quyền riêng tư lại càng trở nên quan trọng.
Dấu chân điện tử đã và đang gây tranh cãi ở việc liệu thông tin của người dùng có được giữ kín hay không. Thuật ngữ quyền riêng tư trên Internet được sử dụng lần đầu tiên vào năm 1999, thông qua Scott McNealy - cựu CEO của tập đoàn Sun MicroSystems. Thuật ngữ này dần trở nên quen thuộc khi đề cập đến vấn đề bảo mật dữ liệu người dùng. Và cho đến nay, đây vẫn là thách thức lớn nhất của các công ty công nghệ khi muốn ứng dụng dấu chân điện tử vào công việc của mình.
Ví dụ, các phương tiện truyền thông xã hội có thể ghi lại các hoạt động của cá nhân, thông qua dữ liệu từ hoạt động của người dùng mỗi ngày. Với việc sử dụng mạng xã hội, người dùng đã vô tình để lại những thông tin về sở thích, các mối quan tâm, hành vi, địa điểm,... Những dữ liệu đó được thu thập từ các ứng dụng và được phân tích bởi các công ty công nghệ. Một vài trang web, như Facebook, thu thập một lượng lớn thông tin của người sử dụng để tổng hợp và phác họa nên chân dung của người dùng dễ dàng hơn.

### Nhập tên vào công cụ tìm kiếm
Sử dụng nhiều công cụ tìm kiếm để tìm kiếm họ tên và kiểm tra danh tiếng của chính bản thân.
Nếu bạn đã từng thay đổi tên của mình, cố gắng thử các tên trước đó và cả tên hiện tại. Xem kết quả tìm kiếm, kiểm tra xem trang đó có tích cực không, có chuyên nghiệp không. Nếu có điều gì không thích hay nghi ngờ, hãy yêu cầu quản trị viên gỡ xuống.
Thiết lập Google Alerts là cách để theo dõi tên của bạn. Mỗi khi nó được đề cập ở đâu đó bạn sẽ nhận được thông báo. Nếu bạn có một tên chung, có thể giúp đính kèm các từ khóa vào tìm kiếm của bạn, chẳng hạn như vị trí hoặc các hoạt động có thể liên kết tên của bạn với cảnh báo của Google.

### Suy nghĩ trước khi đăng trạng thái
Đảm bảo bài viết của bạn là chính xác, phù hợp với thực tế và hoàn cảnh. Người dùng nên hoạt động theo giả định rằng Internet là một môi trường mở. Một vài nguồn tin cho rằng những người không quan tâm về những gì mình đăng tải trên mạng sẽ gặp khó khăn hơn trong quá trình tìm việc trong tương lai.

### Làm nổi bật những ưu điểm của bản thân
Sử dụng Internet và các phương tiện truyền thông xã hội để làm nổi bật các ưu điểm của mình sẽ tạo ra một hình ảnh tích cực về bản thân. Trong bối cảnh mà các nhà tuyển dụng hay các trường đại học thường sử dụng dấu chân điện tử để đánh giá ứng viên, thì người dùng có thể tận dụng nó thành một công cụ hữu ích cho cuộc sống của mình.

### Kiểm tra kỹ cài đặt quyền riêng tư nhưng không tin tưởng chúng
Cài đặt quyền riêng tư trên các mạng xã hội để kiểm soát ai có thể xem được bài đăng của bạn. Có một vài lựa chọn như công khai, chỉ bạn bè được xem hay chế độ chỉ mình tôi. Bạn có quyền chọn chế độ mà mình mong muốn. Điều này sẽ giúp lọc được những bạn bè mà bạn không muốn họ biết về bài đăng đó của bạn. Ví dụ, Facebook cho phép bạn không chỉ giới hạn các bài đăng chỉ cho bạn bè mà còn tạo danh sách tùy chỉnh những người có thể xem một số bài đăng nhất định. Nhưng đừng nghĩ cài đặt quyền riêng tư sẽ bảo vệ bạn ở bất cứ đâu ngoài trang web truyền thông xã hội sử dụng chúng. Chẳng hạn, bài đăng đó một người mà bạn cho thấy nhưng lại đi tiết lộ với người mà bạn không muốn thấy, có nhiều cách để họ tiết lộ như kể lại bằng miệng, chụp màn hình hay đưa bài đăng của bạn đến trực tiếp người đó. Vì thế, khi đăng bất cứ một thông tin gì, cần cân nhắc kỹ lưỡng, đoán trước những rủi ro có thể xảy ra để không mang lại hậu quả xấu cho bản thân.

### Tạo mật khẩu cực mạnh
Đăng ký tạo tài khoản cho một trang web hay tài khoản mạng xã hội nào đó cần tạo mật khẩu mạnh, khó đoán. Mật khẩu thường 8 ký tự trở lên bao gồm có cả chữ số in hoa, in thường và số. Tránh sử dụng các từ dễ đoán, ví dụ như tên của bạn cộng với ngày sinh, trường hợp này khá phổ biến, người khác sẽ dễ dàng đoán ra và bẻ khóa bất cứ khi nào. Vì vậy, quy tắc là làm sao mật khẩu đó dễ nhớ cho bạn và làm khó cho người khác.
Có rất nhiều web bạn muốn đăng ký để tạo tài khoản, vậy làm sao có thể ghi nhớ hết tất cả và ghi nhớ một cách chính xác? Một mẹo nho nhỏ dành cho bạn là hãy ghi vào một cuốn sổ mật giấu kỹ, cứ liệt kê hết ra và thế là khi cần sẽ mở ra xem. Cách thứ 2 khá dễ dàng - trình quản lý mật khẩu Norton Identity Safe. Norton Identity Safe có chức năng hỗ trợ đăng nhập vào các trang web bạn cần, nhanh chóng, an toàn và đáng tin cậy.

### Đăng xuất hoặc hủy kích hoạt
Sau khi sử dụng xong một trang web nào đó, hãy nhớ đăng xuất đặc biệt là máy tính dùng chung.
Có lưu ý hết sức đặc biệt rằng nếu bạn cảm thấy không còn có nhu cầu để sử dụng ứng dụng hay web đó nữa thì bạn nên xóa luôn hoặc hủy kích hoạt tài khoản thay vì chỉ đóng trang web hay xóa ứng dụng.

### Đọc điều khoản sử dụng
Thật không ít người bỏ qua công đoạn này, nhưng nếu bạn thật sự muốn giảm dấu chân điện tử thì hãy cố gắng đọc một cách cẩn thận nội dung của điều khoản và điều kiện (terms and conditions) để đảm bảo rằng bạn đã hiểu về cách trang web hay ứng dụng đó bảo vệ và chia sẻ thông tin của tài khoản bạn như thế nào.

### Cung cấp thông tin nhiễu
Nếu bạn không muốn cung cấp thông tin cá nhân của mình trên một trang web mà cho rằng không đáng tin cậy, không sao cả!. Bạn cứ cung cấp thông tin sai sự thật một chút như email, tên, số điện thoại hay ngày sinh. Điều này sẽ làm nhiễu thông tin, để lại dấu chân điện tử sai lệch khiến thuật toán khó hiểu dấu chân của bạn hơn và cuối cùng không thể thao túng bạn để quảng cáo hay dùng thông tin của bạn để sử dụng cho những mục đích mờ ám nào đó.

### Thận trọng trước khi bạn nhấp chuột
Hãy suy nghĩ cẩn thận khi click chuột vào hộp thư rác hay 1 liên kết, vì với một click chuột, bạn đã để lại dấu chân điện tử cho những kẻ xấu xa muốn tìm lấy thông tin của bạn rồi đấy.
Clickbait là một hình thức phố biến hiện nay được nhiều người lập ra nhằm chiếm đoạt thông tin của bạn một cách dễ dàng. Điển hình là các trò chơi trên Facebook như "đoán vận mệnh của bạn" hay "bạn sẽ lấy vợ/chồng năm bao nhiêu tuổi." Nghe có vẻ quá kích thích phải không nào, thế là lập tức tò mò click chuột vào và bạn đang tự mình bán thông tin cá nhân rồi đấy.

### Xóa cookie
Nếu muốn đảm bảo không để lại dấu vết gì khi sử dụng Internet, hãy xóa cookie sau khi sử dụng. Điều này sẽ giúp người dùng ngăn chặn được những quảng cáo hay máy chủ có thể theo dõi hành vi của người dùng trên các trang web.
Nhưng xóa cookie sẽ để lại một bất tiện cho người dùng khi muốn sử dụng cho những lần tiếp theo, có nghĩa rằng tên và mật khẩu cần được điền mới khi truy cập.

### Luôn cập nhật tất cả phần mềm
Hiện nay có rất nhiều chương trình virus và phần mềm độc hại khai thác dấu chân điện tử của bạn và tấn công vào thiết bị mà bạn đang sử dụng. Có nhiều cách để xâm hại như khi bạn đang truy cập vào một trang web nào đó bỗng nhiên hiển thị một quảng cáo, bạn vô tình click chuột vào, thật không may đó là chương trình virus đã cài đặt sẵn. Vì thế, hãy cẩn thận trước những hành động khi sử dụng Internet.
Vì vậy, làm thế nào để giảm thiểu vi rút xâm nhập? Thường xuyên cập nhật phiên bản mới bởi phiên bản cũ đã lưu dấu chân điện tử quá nhiều. Thứ hai, cài đặt phần mềm chống vi rút uy tín, đáng tin cậy để được bảo vệ tốt hơn.

### Kiểm tra điện thoại hay máy tính bảng
Đặt mật khẩu trên thiết bị di động của bạn. Bằng cách đó, thiết bị của bạn không thể bị người khác truy cập nếu bạn vô tình làm mất. Thỉnh thoảng kiểm tra các ứng dụng trên điện thoại hay máy tính bảng của bạn có những bất thường nào không, có bị lỗi không. Nếu bạn không sử dụng một ứng dụng nữa, hãy xóa nó.
Khi cài đặt một ứng dụng, nhiều ứng dụng tiết lộ thông tin họ thu thập cho mục đích khác nhau. Thông tin cá nhân như họ tên, giới tính, số điện thoại, email, địa chỉ và các hoạt động trực tuyến của bạn có thể được khai thác bởi các ứng dụng này.